# Amt Neuendorf in der Altmark
Das Amt Neuendorf in der Altmark war ein kurfürstlich-brandenburgisches, später königlich-preußisches Domänenamt mit Sitz im Ort Kloster Neuendorf, einem Ortsteil der Stadt Gardelegen (Altmarkkreis Salzwedel, Sachsen-Anhalt). Es entstand im Wesentlichen aus dem Besitz des 1540 säkularisierten Zisterzienserinnenklosters Neuendorf in der Altmark. Das Amt Neuendorf in der Altmark wurde um 1830 in ein Rentamt umgewandelt und etwa 1856 aufgelöst. 

## Geschichte
Das um/nach 1200 gegründete, 1232 erstmals urkundlich erwähnte Zisterzienserinnenkloster Neuendorf hatte im Spätmittelalter einen umfangreichen Grundbesitz in der Altmark. 1544 wurde es säkularisiert, der Grundbesitz und die Popstei wurde unter landesherrliche Verwaltung genommen und dafür das Amt Neuendorf geschaffen. Der chronisch in Geldnot steckende brandenburgische Kurfürst Joachim II. „Hector“ verpfändete 1544 den ehemaligen Klosterbesitz gegen eine nicht bekannte Summe Geld an Hieronymus von Drachsdorf, der das Amt von Amtmann Johann Ochsenkopf verwalten ließ (1547). Um 1550 zog sich Drachsdorf heimlich aus der Pfandschaft zurück, nachdem er 2000 Taler aus dem Amt heraus geholt hatte, wie sein Amtmann Johann Ochsenkopf angab. Johann Ochsenkopf bewirtschaftete das Amt weiterhin als Amtskastner. Am 20. April 1557 verpfändete der Kurfürst das Amt erneut, dieses Mal um 6000 Gulden und 4000 angenehme Joachimsthaler an den Landdrost des Erzstifts Bremen und kurfürstlich-brandenburgischen Rat Heinrich von Saltza. Ihm war allerdings nur eine 6-%-Verzinsung seines Kapitals zugesagt, der darüber hinaus gehende Ertrag sollte vom Amtsschreiber bzw. Kastner an den Kurfürsten abgeführt werden. Heinrich von Saltza siedelte daraufhin mit seiner Familie nach Kloster Neuendorf über. 1559 trat er das Amt wieder ab und erhielt stattdessen den säkularisierten Besitz des Klosters Krevese zugewiesen. 1562 tauschte der damalige Kurprinz und Statthalter der Altmark Johann Georg die Herrschaft Burgstall der Gebrüder Bismarck gegen die Besitzungen des Klosters Krevese und das Amt Schönhausen ein. Heinrich von Saltza erhielt daraufhin wieder das Amt Neuendorf als Pfand. Außerdem erhöhte der Kurprinz die Pfandsumme um weitere 6000 Gulden, die er von Heinrich von Saltza aufnahm. 1563 wurde Jacob Wernicke als neuer Amtsschreiber in Neuendorf in seinen Dienst eingeführt. Zwischen ihm und Heinrich von Saltza kam es zunehmend zu Streitigkeiten; beide Seiten warfen sich Veruntreuungen und/oder Unterschlagungen vor. Schließlich kam es sogar zu Handgreiflichkeiten und zur Verhaftung Wernickes. 1565 wurde die Pfandschaft wieder eingelöst, Wernicke vermutlich entlassen. 1565 wurde ein neuer Amtmann Johann Kaulbar bestellt, der nun fast dreißig Jahre das Amt Neuendorf leitete. In seiner Amtszeit nahm der Konvent 1578 die Reformation an und wurde in ein Damenstift für 18 Konventualien umgewandelt. Dieses wurde 1810 durch König Jerôme aufgelöst. 1597 kaufte Johann Georg, nun Kurfürst von Brandenburg den von Alvensleben zu Isenschnibbe (bei Gardelegen) weitere Rechte in den Neuendorfer Amtsdörfern ab. Der Dreißigjährige Krieg traf auch das Amt Neuendorf sehr hart. Besonders 1626 wurden die Amtsdörfer durch die Wallensteinischen Truppen völlig ausgeplündert. Auch das kurfürstliche Schloss in Letzlingen wurde Von 1626 bis 1644 gingen keine Pächte mehr ein. Selbst 1649 war noch keiner der Amtsbauern in der Lage, den vollen Pacht an das Amt abzuführen. Der Kurfürst erließ den Untertanen 1649 sämtliche rückständigen Geldzinsen und Pächte bis 1646.
1823 sollte das Amt Neuendorf  mit seinen drei Vorwerken verpachtet werden. Das Vorwerk Neuendorf hatte 411 Morgen 31 Quadratruten Acker, 147 Morgen, 129 Quadratruten Wiesen, 9 Morgen, 129 QR Gärten und Obstpflanzungen und 27 Morgen, 61 QR unbrauchbares Land. Das Vorwerk Salchau hatte 653 Morgen, 25 QR Acker, 180 Morgen, 63 QR Wiesen, 2 Morgen, 63 QR Gärten und 2 Morgen 128 QR unbrauchbares Land. Das Vorwerk Borne hatte 688 Morgen 158 QR Acker, 148 QR Gärten und 1 Morgen 115 QR unbrauchbares Land. Die drei Vorwerke hatte die Weidegerechtigkeit in 12.300 Morgen Königlichem Forst (nach Abzug der Schonungen). Außerdem umfasste die Verpachtung eine Bierbrauerei und eine Branntweinbrennerei beim Vorwerk Neuendorf. Mit verpachtet wurde ein kleiner Teich, zwei Familienwohnungen in Borne und vier Familienwohnungen in Salchau. Das Dienstgeld (in bar), die Naturaldienste und Geldzinse machten 1444 Taler und 8 Groschen aus. An Getreide ging 1 Wispel 16 Scheffel und 1 1/6 Metzen Weizen, 60 Wispel 4 Scheffel 6 1/6 Metzen Roggen, 12 Wispel 11 Scheffel, 12 5/6 Metzen Gerste, 28 Wispel 11 Scheffel 7 3/6 Metzen Hafer und 1 Wispel 16 Scheffel Mengekorn ein. Dem Pächter standen außerdem 5955 Taler 15 Groschen und 5 Pfennige als bares Geldinventarium zur Verfügung. Es musste nicht verzinst werden. Der Schafbestand betrug 2300 Stück. Die Pachtperiode wurde auf 12 Jahre fest gesetzt. Die jährliche Pacht betrug 5655 Taler 9 Silbergroschen und 6 Pfennige. Ein Drittel des Betrages musste in Gold erbracht werden. Zwischen 1824 und 1832 wurde das Domänenpachtamt in ein Rentamt umgewandelt. Die Renten und Grundzinsen wurden nun nicht mehr vom Pächter eingezogen, sondern vom Beamten des Rentamtes. 1856 ist das Domänenrentamt Neuendorf das letzte Mal im Staatskalender aufgeführt.

## Zugehörige Orte
- Algenstedt (1804: Dorf). Ursprünglicher Klosterbesitz und im Vollbesitz des Amtes.
- Boitzendorf, 1571/81 an Christoph von Biesenbrow[6] Wüstung
- Bokel, 1562 an die von Lüderitz[6] Wüstung östlich von Jävenitz
- Börgitz (1804: Dorf, auch Börritz). Ursprünglicher Klosterbesitz und im Vollbesitz des Amtes.
- Born (1804: Vorwerk, auch Borne oder Bornkrug). Der Krug wurde 1725 auf Amtsgebiet errichtet.
- Bornstedtlust, Krug (wüst, jetzt Truppenübungsplatz Altmark).
- Hemstedt (1804: Dorf). Ursprünglicher Klosterbesitz und im Vollbesitz des Amtes.
- Hottendorf (1804: eigentlich Hugenottendorf, Koloniedorf). Das mittelalterliche Dorf war um 1400 wüst gefallen. 1749/50 wurde die wüste Feldmark mit sechs französischen und zwei deutschen Familien wieder besiedelt.
- Hüselitz (1804: Dorf). Ein Teil des Dorfes war in adligem Besitz.
- Jävenitz (1804: Dorf und Forsthaus). In Vollbesitz des Amtes.
- Kassieck (1804: Cassiek, Dorf). Im Vollbesitz des Amtes.
- Kenzendorfer Wassermühle, unweit Pollwitz an der Milde nebst einigen Einliegern ()
- Klüden (1804: Clüden, Dorf), gehörte zur Hälfte zur Altmark, zur Hälfte zum Herzogtum Magdeburg
- Letzlingen (1804: Dorf und Jagdschloss). Letzlingen war im 15. Jahrhundert wüst gefallen. 1530 errichtete Matthias von Alvensleben auf der wüsten Feldmark einen Jagdhaus. Kurprinz Johann Georg kaufte am 5. Mai 1555 das Jagdhaus Letzlingen und die wüsten Feldmarken Letzlingen, Wittenwende und Schönfeld von Ludolf von Alvensleben zum Amte Neuendorf. 1559/60 ließ Johann Georg durch Kaspar Theiß anstelle des alten Jagdhauses das Jagdschloss Hirschburg (oder Letzlingen) errichten. Von Valentin von Alvensleben kaufte er die benachbarten wüsten Feldmarken Meintz, Lublitz und Sibau hinzu. Auf der Feldmark Letzlingen ließ er ein Vorwerk anlegen, die übrigen Feldmarken blieben unbebaut. Das Vorwerk wurde 1701 aufgegeben und das Land unter elf Siedler in Erbpacht gegeben.[7]
- Lotsche (1804: Dorf). Im Vollbesitz des Amtes
- Lüffingen (1804: Dorf). Im Vollbesitz des Amtes
- Mildenhöft, 1541 abgetrennt, 1571/81 wurde ein Hof an Christoph von Biesenbrow vergeben[6] Wüstung.
- Neue Mühle, Wassermühle, mit Ländereien an der Milde, unweit Kenzendorf, 1571/81 an Christoph von Biesenbrow[6], später wieder an das Amt zurück ()
- Neuendorf (1804: Domänenamtssitz und Vorwerk, luth. Stift mit einer Domina und sechs Konventualien)Im Vollbesitz des Amtes
- Neue Sorge oder Zienauer Hof, 1571/81 an Christoph von Biesenbrow[6] (nicht lokalisiert)
- Ottersburg (1804: Amtsvorwerk und Schäferei). Gut Ottersburg mit den Dörfern Hüselitz, Schönwalde und Stegelitz wurde 1717 von den von Lüderitz für knapp 49.000 Taler zum Amt hinzu erworben,
- Querstedt (1804: Dorf). Im Vollbesitz des Amtes.
- Rodövel, 1562 an die von Lüderitz[6] Wüstung zwischen Schnöggersburg uns Salchau, heute Truppenübungsplatz Altmark.
- Roxförde (1804: Dorf). Im Vollbesitz des Amtes
- Salchau (1804: Vorwerk und Unterförsterei, bei Letzlingen, auch Selchow). Im Vollbesitz des Amtes. Der Ort wurde 1936 abgerissen.
- Schnöggersburg (1804: Forsthaus und Schäferei) (existiert nicht mehr, Lage: )
- Schönwalde (1804: Dorf). Im Vollbesitz des Amtes
- Schwiesau (1804: Dorf). Im Vollbesitz des Amtes
- Seethen (1804: Dorf). Im Vollbesitz des Amtes
- Staats (1804: Dorf, auch Staatz). Im Vollbesitz des Amtes.Domänenamt Neuendorf
- Stegelitz (1804: Dorf). Nur Teilbesitz.,
- Tarnefitz (1804: Koloniedorf, 1759 angelegt, auch Tarnewitz geschrieben). Im Vollbesitz des Amtes
- Theerhütte (1804: Letzlingischer Theerofen).
- Trüstedt (1804: Dorf). Im Vollbesitz des Amtes
- Unterförsterei, Königl. Forsthaus im Neuendorfer Forstrevier, am Wege von Gardelegen nach Stendal, 1803 angelegt (nicht lokalisiert). Vollbesitz des Amtes.
- Volgfelde (1804: Dorf). Im Vollbesitz des Amtes.
- Wannefeld (1804: Dorf). Im Vollbesitz des Amtes
- Zienau (1804: Dorf). Im Vollbesitz des Amtes.

## Amtleute
- 1544 bis ca. 1550 Hieronymus von Drachsdorf, Pfandherr bzw. dessen Amtmann Johann Ochsenkopf (1547)[1]
- 20. April 1557 bis 1559, 1562 bis 1565 Verpfändung an Heinrich von Saltza[1]
- 1560, 1563 Johann Ochsenkopf, weiterhin Amtskastner[8]
- 1563 bis 1565 Jakob Wernicke, Amtsschreiber
- 1565 bis 1594 († ) Johann Kaulbars, Amtmann
- 1594 bis 1622 († ) Joachim Kaulbars (Sohn des vorigen), Amtmann
- 1775 Carl August Schrader[9]
- 1793 Koels[10]
- 1798 Koels, Oberamtmann[11]
- 1804 Koels, Oberamtmann.[12] Koels war in der Zeit des Königreich Westphalen (von 1807 bis 1813) Maire des Landkanton Gardelegen[13]
- 1818 Koels, Amtmann[14]
- 1821 Koels, Amtmann[15]
- 1824 Jahn, Amtmann[16]
- 1832 Heidtmann, Domänen-Rentamt[17]
- 1836 Heidtmann[18]
- 1839 Meyer, Forst-Kassen-Rendant[19]
- 1848 Meyer, Forst-Kassen-Rendant[20]
- 1856 Meyer, Forstkassen-Rendant[5]